# Limneria
Limneria is een geslacht van weekdieren uit de klasse van de Gastropoda (slakken).

## Soorten
- Limneria insculpta (Odhner, 1913)
- Limneria prolongata (Carpenter, 1864)
- Limneria undata (T. Brown, 1839)